# Борисенко, Алексей Андреевич
Алексей Андреевич Борисенко (28 августа 1930, Дубовики, Павлоградский округ — 21 июля 2004, Москва) — советский учёный и организатор производства ракетно-космической техники, директор Завода экспериментального машиностроения (1978—1999). Лауреат Государственной премии СССР (1980).

## Биография
Родился 28 августа 1930 года в селе Дубовики Васильковского района Днепропетровской области Украинской ССР.

### Образование
С 1950 по 1955 год обучался в Днепропетровском государственном университете, по окончании которого получил специализацию инженер-механика. 

### Завод № 88 — ЗЭМ
С 1955 года работал на Заводе № 88 (с 1966 года — Завод экспериментального машиностроения ЦНИИМ, с 1974 года — НПО «Энергия») на должностях: мастера, начальника гидростенда, старшего мастера, заместителем руководителя и руководителем цеха, начальником технического бюро завода.
С 1966 по 1978 год — начальник агрегатно-двигательного производства и заместитель главного инженера Завода экспериментального машиностроения.
С 1978 по 1999 год — директор Завода экспериментального машиностроения и заместитель генерального директора, с  1989 по 1994 год — первый заместитель генерального директора НПО «Энергия» и с 1994 по 1999 год —  первый вице-президент и член Совета директоров РКК «Энергия». С 1999 по 2004 год — главный консультант президента РКК «Энергия» по производству.

### Заслуги в организации ракетно-космической техники
А. А. Борисенко был организатором и принимал непосредственное участие в организации производства и разработке технологий изготовления первых советских межконтинентальных баллистических ракет и ракет-носителей, а так же первых автоматических межпланетных космических спутников и станций, участвовал в производстве космических систем по программам многоместных транспортных пилотируемых космических кораблей «Союз», космических кораблей, предназначенных для пилотируемых полётов по околоземной орбите «Восток» и «Восход»,  лунным программам, программам долговременных орбитальных научных станций, осуществлявших полёты в околоземном космическом пространстве с космонавтами и в автоматическом режиме «Салют» и «Мир», в серии транспортных беспилотных грузовых космических кораблей  «Прогресс», космических разгонных блоков «Д и ДМ», многоразовой транспортной космической системы «Энергия — Буран».
5 ноября 1980 года Постановлением ЦК КПСС и СМ СССР «За обеспечение ремонтно-восстановительных работ на станции "Салют-6" и разработку комплекса средств, обеспечивающего длительные полеты на орбитальных научных станциях "Салют"» А. А. Борисенко был удостоен Государственной премии СССР в области науки и техники. 
30 декабря 1990 года Указом Президента СССР «За заслуги в создании и проведении испытаний многоразовой космической системы "Энергия — Буран"» А. А. Борисенко был награждён Орденом Ленина.
9 апреля 1996 года Указом Президента России «За заслуги перед государством,  большой вклад в подготовку и успешное осуществление первого этапа российско-американского сотрудничества в области пилотируемых космических полётов по программе "Мир — Шаттл"» А. А. Борисенко был награждён Орденом «За заслуги перед Отечеством» IV степени.
Скончался 21 июля 2004 года в Москве, похоронен на кладбище «Новая деревня» Московской области.

## Награды
Основной источник:
- Орден «За заслуги перед Отечеством» IV степени (9.04.1996);
- Орден Ленина (30.12.1990);
- два Ордена Трудового Красного Знамени (1971, 1976).

### Премии
- Государственная премия СССР в области науки и техники (1980).

### Звания
- Почётный гражданин города Королёва (2002)[6].